# 里德维尔
里德维尔（法語：Riedwihr，法語發音：[ʁidviʁ] ⓘ）是法国上莱茵省的一个旧市镇，属于科尔马-里博维莱区。 

## 地理
里德维尔（48°7'36"N, 7°26'42"E）面积3.04 平方千米，位于法国大東部大區上莱茵省，该省份为法国东部内陆省份，是阿尔萨斯的一部分，今与下莱茵省组成了阿尔萨斯欧洲集体，其北临下莱茵省，西接孚日省，西南接贝尔福地区省，东侧沿莱茵河与德国相望，南与瑞士接壤。
与里德维尔接壤的市镇（或旧市镇、城区）包括：科尔马、热布赛姆、奥尔茨维尔。
里德维尔的时区为UTC+01:00、UTC+02:00（夏令时）。

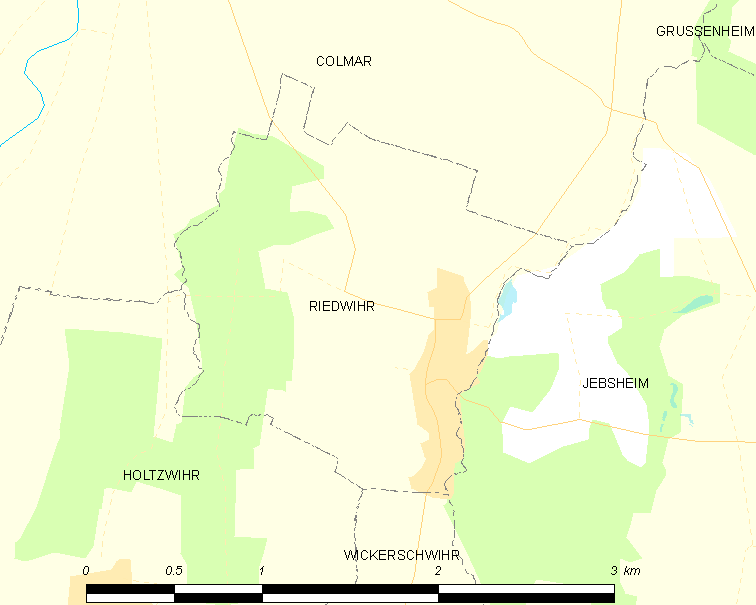
里德维尔的OSM定位图

## 行政
里德维尔的邮政编码为68320，INSEE市镇编码为68272。

## 政治
里德维尔所属的省级选区为科尔马第二县。

## 人口

1962-2008年间里德维尔人口变化图示

里德维尔于2018年1月1日时的人口数量为382人。